# Gerard van Swieten

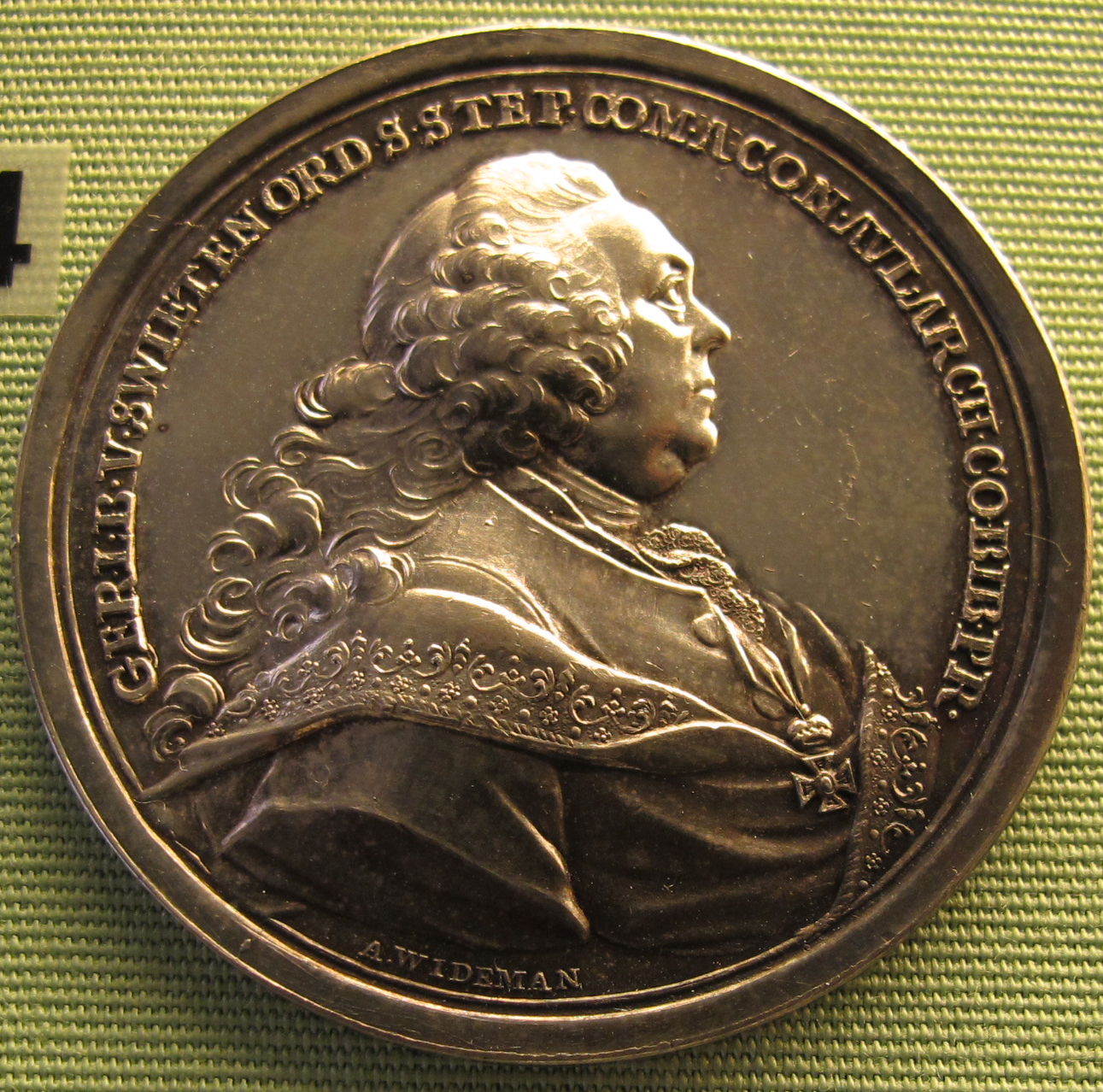
G. van Swieten na pamětní medaili z roku 1772

Gerard van Swieten (7. května 1700, Leiden – 18. června 1772, Schönbrunn Vídeň) byl nizozemský lékař a osvícenský reformátor, vlivný poradce rakouských císařů a knihovník Dvorní knihovny.

## Život a působení
Vystudoval chemii a lékařství v Lovani a v Leidenu roku 1725 promoval prací o arteriích. Potom působil jako lékař a zastupoval svého profesora Hermana Boerhaaveho, jako katolík se však v Leidenu nemohl stát profesorem, a tak se stal od roku 1745 dvorním lékařem císařovny Marie Terezie. U dvora měl velký vliv, prosadil reformy rakouského zdravotnictví, ostře vystoupil proti pověrám, zejména proti pronásledování upírů na Moravě. Podnítil založení botanické zahrady a do lékařského vzdělávání zavedl opět klinickou praxi. Výkon cenzury odebral jezuitům a pokusil se ji podřídit císaři a centralizovat. Stal se také členem olomoucké učené společnosti Societas incognitorum.
Jeho syn Gottfried van Swieten byl hudební mecenáš.

## Dílo
- Commentaria in Hermanni Boerhaave aphorismos de cognoscendis et curandis morbis, 5 sv.; 1742–1772
- Constitutiones epidemicae, 2 sv. 1782
- Epidemieen und Krankengeschichten; 1785